# Лагуш (река)
Лагуш — река в России, протекает по Пермскому краю. Длина реки составляет 13 км.
Река начинается на северо-восточной окраине деревни Степановка, течёт в юго-западном направлении по окраине пихтово-липового леса. Устье реки находится в 0,2 км по левому берегу реки Бикбардинка у села Новонатальино к югу от Бикбарды. Вдоль Лагуша проходит железнодорожная линия из Янаула в Чернушку.

## Данные водного реестра
По данным государственного водного реестра России, река относится к Камскому бассейновому округу. Водохозяйственный участок реки — Буй от истока до Кармановского гидроузла. Речной подбассейн Лагуша — бассейны притоков Камы до впадения Белой, речной бассейн — Кама.
Код объекта в государственном водном реестре — 10010101112111100016045.